# Liste der Kulturdenkmäler in Pölich
In der Liste der Kulturdenkmäler in Pölich sind alle Kulturdenkmäler der rheinland-pfälzischen Ortsgemeinde Pölich aufgeführt. Grundlage ist die Denkmalliste des Landes Rheinland-Pfalz (Stand: 8. Februar 2023).

## Denkmalzonen
| Bezeichnung          | Lage                                             | Baujahr                 | Beschreibung | Bild |
| -------------------- | ------------------------------------------------ | ----------------------- | --- | ---- |
| Denkmalzone Ortskern | Hauptstraße, St.-Andreasstraße, Schulstraße Lage | 19. und 20. Jahrhundert | Dorf im Umfang des 19. Jahrhunderts einschließlich der in den 1920er Jahren entlang der Hauptstraße gewachsenen Erweiterung aus Kirche, Hofgut, Quereinhäusern und Winzervillen, Bausubstanz des 19. und 20. Jahrhunderts mit zum Teil älteren Kernen; kennzeichnendes Ortsbild | BW   |

## Einzeldenkmäler
| Bezeichnung                                  | Lage                                                       | Baujahr                | Beschreibung                                                                        | Bild                           |
| -------------------------------------------- | ---------------------------------------------------------- | ---------------------- | ----------------------------------------------------------------------------------- | ------------------------------ |
| Winzervilla                                  | Hauptstraße 4 Lage                                         | 1920er Jahre           | Walmdachbau, 1920er Jahre                                                           | Fotos hochladen                |
| Pfarrhaus                                    | Hauptstraße 8 Lage                                         | 1921                   | ehemaliges katholisches Pfarrhaus; Krüppelwalmdachbau, 1921                         | Fotos hochladen                |
| Hofanlage                                    | Hauptstraße 15, St.-Andreas-Straße 1 Lage                  | 17. Jahrhundert        | Winkelhof, 17. Jahrhundert, Erneuerung gegen Ende des 18. Jahrhunderts              | BW                             |
| Wegekreuz                                    | Hauptstraße, an Nr. 21 Lage                                | 1668                   | Balkenkreuz, bezeichnet 1668                                                        | Fotos hochladen                |
| Hofanlage                                    | Hauptstraße 23 Lage                                        | spätes 16. Jahrhundert | Hofanlage; Wohnhaus mit Krüppelwalmdach, spätes 16. Jahrhundert, spätbarocker Umbau | Fotos hochladen                |
| Katholische Pfarrvikariatskirche St. Andreas | Römerstraße 2 Lage                                         | 1789                   | spätbarocker Saalbau, bezeichnet 1789; Grabsteine des 18. Jahrhunderts              | weitere Bilder Fotos hochladen |
| Hofanlage                                    | Schulstraße 5 Lage                                         | 19. Jahrhundert        | Winkelhof, 19. Jahrhundert, älterer Kernbau                                         | BW                             |
| Römische Wasserleitung                       | am westlichen Ortsrand Lage                                | um 206                 | Kanalabschnitt der römischen Wasserleitung, um 206                                  | Fotos hochladen                |
| Wegekreuz                                    | nördlich des Ortes an der alten Straße nach Schleich Lage  | 16. Jahrhundert        | Balkenkreuz, 16. Jahrhundert                                                        | BW                             |
| Bildstock                                    | westlich des Ortes an der Gemarkungsgrenze zu Mehring Lage | 1664                   | Reliefaufsatz mit figurenreicher Darstellung, bezeichnet 1664                       | BW                             |